# 농약

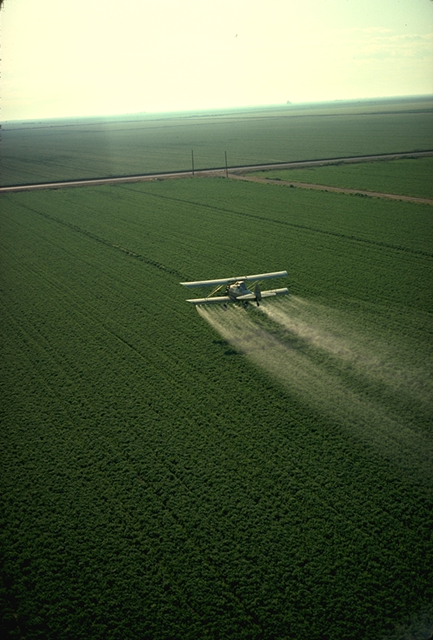
밭에 농약을 살포하는 농업용 항공기

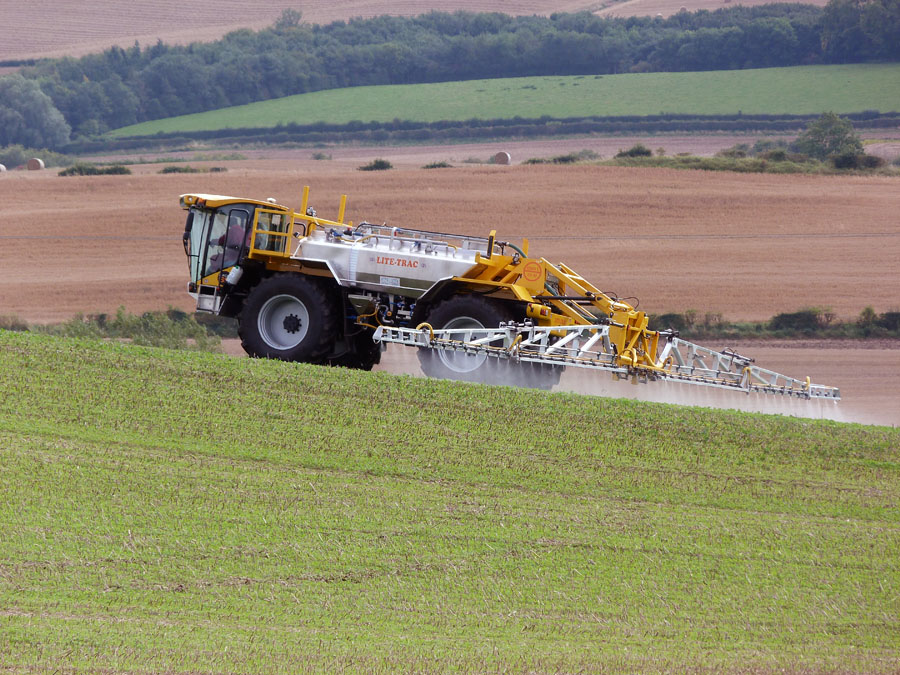
밭에 농약을 살포하는 자율 추진 농약 살포기

농약(農藥, 영어: pesticide)은 유해 생물을 방제하기 위해 사용되는 물질이다. 여기에는 제초제, 살충제, 살선충제, 살진균제 및 기타 여러 가지가 포함된다(표 참조). 이 중 가장 일반적인 것은 전 세계 농약 사용량의 약 50%를 차지하는 제초제이다. 대부분의 농약은 일반적으로 잡초, 균계, 또는 곤충으로부터 식물을 보호하는 식물 보호 제품(작물 보호 제품이라고도 함)으로 사용된다. 일반적으로 농약은 해충을 저지하거나, 무력화시키거나, 죽이거나, 다른 방법으로 해충을 막는 화학 물질 또는 생물학적 제제(예: 바이러스, 세균, 또는 곰팡이)이다. 대상 해충에는 재산을 파괴하거나, 성가시게 하거나, 질병을 퍼뜨리거나, 질병 벡터인 곤충, 식물 병원체, 잡초, 연체동물, 새, 포유류, 물고기, 선형동물(회충), 및 미생물이 포함될 수 있다. 이러한 이점과 함께 농약은 인간 및 다른 종에 대한 잠재적 독성과 같은 단점도 가지고 있다.

## 정의
| 농약의 종류                 | 대상 해충군                             |
| --------------------------- | --------------------------------------- |
| 살조제 또는 조류 제거제     | 조류 (수생 생물)                        |
| 살조제                      | 새                                      |
| 살균제                      | 세균                                    |
| 살진균제                    | 균계 및 난균류                          |
| 제초제                      | 식물                                    |
| 살충제                      | 곤충                                    |
| 칠성장어 제거제             | 칠성장어목                              |
| 응애 제거제 또는 살진드기제 | 응애                                    |
| 살연체동물제                | 달팽이                                  |
| 살선충제                    | 선형동물                                |
| 쥐약                        | 설치류                                  |
| 살점균류제                  | 조류 (수생 생물), 세균, 균계, 및 점균류 |
| 살바이러스제                | 바이러스                                |

농약(pesticide)이라는 단어는 라틴어 pestis(역병)와 caedere(죽이다)에서 파생되었다.
유엔식량농업기구(FAO)는 농약을 다음과 같이 정의했다.
인간이나 동물의 질병 벡터를 포함하여 모든 해충을 예방, 파괴 또는 통제하기 위한 모든 물질 또는 물질 혼합물; 식량, 농산물, 목재 및 목재 제품 또는 동물 사료의 생산, 가공, 저장, 운송 또는 마케팅을 방해하거나 해를 끼치는 원치 않는 식물 또는 동물 종; 또는 동물에 투여하여 신체 내부 또는 외부의 곤충, 거미류 또는 기타 해충을 통제할 수 있는 물질. 이 용어에는 식물 성장 조절제, 고엽제, 건조제 또는 과일 솎아내기 또는 과일의 조기 낙과 방지제로 사용될 물질도 포함된다. 또한 수확 전후에 작물에 살포되어 저장 및 운송 중 상품의 변질을 방지하는 물질로도 사용된다.

### 분류
농약은 대상 생물에 따라 분류될 수 있다(예: 제초제, 살충제, 살진균제, 쥐약, 살충제 – 표 참조).
EPA에 따르면 생물농약은 미생물 농약, 생화학 농약, 식물 삽입 보호제로 나뉜다.
농약은 구조적 등급으로 분류될 수 있으며, 표에 나열된 각 대상 생물에 대해 많은 구조적 등급이 개발되었다. 구조적 등급은 일반적으로 단일 작용 방식과 관련이 있지만, 작용 방식은 둘 이상의 구조적 등급을 포함할 수 있다.
농약 화학물(유효 성분)은 판매되는 제품을 형성하기 위해 다른 구성 요소와 혼합(제형화)되며, 다양한 방식으로 살포된다. 기체 형태의 농약은 훈증제이다.
농약은 작용 방식에 따라 분류될 수 있는데, 이는 농약이 방해하는 정확한 생물학적 메커니즘을 나타낸다. 작용 방식은 농약 저항성 관리에 중요하며, 살충제, 제초제, 살진균제 저항성 작용 위원회에서 분류하고 관리한다.
농약은 전신성 또는 비전신성일 수 있다. 전신성 농약은 식물 내부에서 이동(전이)한다. 전이는 물관부에서 위로, 또는 체관부에서 아래로, 또는 둘 다일 수 있다. 비전신성 농약(접촉 농약)은 표면에 남아 대상 생물과 직접 접촉하여 작용한다. 농약은 전신성일 경우 더 효과적이다. 전신성은 농약이 종자 처리제로 사용되기 위한 전제 조건이다.
농약은 잔류성(비생분해성) 또는 비잔류성(생분해성)으로 분류될 수 있다. 농약은 대상 해충을 죽이거나 통제할 만큼 충분히 잔류성이 있어야 하지만, 당국의 승인을 받기 위해서는 환경 또는 먹이 사슬에 축적되지 않을 만큼 충분히 빨리 분해되어야 한다. DDT를 포함한 잔류성 농약은 수년 전에 금지되었으며, 말라리아 벡터를 퇴치하기 위해 집안에 살포하는 것은 예외이다.

## 역사
고대부터 1950년대까지 사용된 농약은 무기 화합물과 식물 추출물이었다. 무기 화합물은 구리, 비소, 수은, 황 등의 유도체였고, 식물 추출물은 피레트린, 니코틴, 로테논 등을 포함했다. 이들 중 독성이 적은 것들은 여전히 유기농업에서 사용되고 있다. 1940년대에는 살충제 DDT와 제초제 2,4-디클로로페녹시아세트산이 도입되었다. 이들 합성 유기 화합물은 널리 사용되었으며 매우 수익성이 높았다. 이어서 1950년대와 1960년대에 수많은 다른 합성 농약이 등장하여 농약 산업의 성장을 이끌었다. 이 기간 동안, 벡터 퇴치를 위해 환경에 널리 살포되었던 DDT가 먹이 사슬에 축적되었다는 것이 점점 더 명확해졌다. 이는 잘 알려진 책 침묵의 봄에 요약된 바와 같이 전 세계적인 오염원이 되었다. 마침내 1970년대에는 여러 나라에서 DDT가 금지되었고, 그 후 모든 잔류성 농약은 전 세계적으로 금지되었으며, 벡터 통제를 위한 내부 벽 살포는 예외였다.
농약에 대한 저항성은 1920년대 무기 농약에서 처음 나타났으며, 이후 저항성 발달이 예상되며 이를 지연시키기 위한 조치가 중요함이 밝혀졌다. 종합적 병해충 관리(IPM)는 1950년대에 도입되었다. 신중한 분석과 경제적 또는 생물학적 작물 피해 임계점에 도달했을 때만 살포함으로써 농약 사용이 줄어들었다. 이는 2020년대에 국제기구, 산업 및 많은 정부의 공식 정책이 되었다. 1960년대 녹색 혁명에서 고수확 품종이 도입되면서 더 많은 농약이 사용되었다. 1980년대부터는 유전자 변형 작물이 도입되어 살충제 사용량이 줄어들었다. 비합성 농약만을 사용하는 유기농업은 성장하여 2020년에는 전 세계 총 농지의 약 1.5%를 차지하고 있다.
농약은 더 효과적이게 되었다. 살포율은 1950년대의 헥타르당 1,000~2,500그램(g/ha)에서 2000년대의 40~100g/ha로 감소했다. 그럼에도 불구하고 사용량은 증가했다. 1990년대와 2010년대 사이 20년 동안 고소득 국가에서는 사용량이 20% 증가한 반면, 저소득 국가에서는 1623% 증가했다.

## 신규 농약 개발
목표는 새로운 작용 방식이나 낮은 살포율과 같은 개선된 특성을 가진 새로운 화합물 또는 제제를 찾는 것이다. 또 다른 목표는 독성 또는 환경적 피해로 인해 금지되었거나 농약 저항성 발달로 인해 효과가 떨어진 기존 농약을 대체하는 것이다.
이 과정은 살충제, 살진균제 또는 제초제와 같은 대상 생물에 대한 시험(스크리닝)으로 시작된다. 일반적으로 무작위 화합물, 천연물, 생화학적 표적을 교란하도록 설계된 화합물, 특허 또는 문헌에 기술된 화합물 또는 생물방제 생물이 투입된다.
스크리닝 과정에서 활성을 보이는 화합물(히트 또는 리드)은 생물방제 생물 및 일부 강력한 천연물을 제외하고는 농약으로 사용될 수 없다. 이러한 리드 화합물은 일련의 유사체 합성 및 시험 주기를 통해 최적화되어야 한다. 규제 당국의 농약 사용 승인을 받으려면 최적화된 화합물은 여러 요구 사항을 충족해야 한다. 강력함(낮은 살포율) 외에도 비표적 생물에 대한 낮은 독성, 낮은 환경 영향, 실현 가능한 제조 비용을 보여야 한다. 2022년 농약 개발 비용은 3억 5천만 미국 달러로 추정되었다. 새로운 농약을 찾는 것이 더 어려워졌다. 2000년대에는 100개 이상의 새로운 활성 성분이 도입되었고, 2010년대에는 40개 미만이었다. 생물농약은 독성 및 환경 연구에 대한 당국의 요구 사항이 적기 때문에 개발 비용이 저렴하다. 2000년 이후 새로운 생물학적 제품 도입 속도는 종종 기존 제품의 도입 속도를 넘어섰다.
기존 화학 농약의 25% 이상은 하나 이상의 카이랄 중심(스테레오 생성 중심)을 포함한다. 낮은 살포율을 가진 신형 농약은 더 복잡한 구조를 가지므로 카이랄 중심을 더 자주 포함하는 경향이 있다. 신규 화합물의 농약 활성의 대부분 또는 전부가 하나의 광학 이성질체(유토머)에서 발견되는 경우, 이 단일 광학 이성질체로서의 화합물 등록 및 사용이 선호된다. 이는 총 살포율을 줄이고 라세미 혼합물을 등록할 때 필요한 지루한 환경 시험을 피한다. 그러나 비대칭 합성 제조 경로가 실현 가능하지 않은 경우, 라세미 혼합물이 등록되어 사용된다.

## 용도

2021년 전 세계 농약 사용량, 국가별

농업에서의 주요 용도 외에도 농약은 다른 여러 용도로 사용된다. 농약은 주변 환경에 해롭거나 유해하다고 간주되는 생물을 통제하는 데 사용된다. 예를 들어, 황열 및 말라리아와 같은 잠재적으로 치명적인 질병을 전염시킬 수 있는 모기를 죽이는 데 사용된다. 또한 알레르기 반응을 일으킬 수 있는 꿀벌류, 와습 또는 개미를 죽일 수도 있다. 살충제는 벼룩과 같은 기생 생물로 인해 발생할 수 있는 질병으로부터 동물을 보호할 수 있다. 농약은 곰팡이 핀 음식이나 병든 농산물로 인해 발생할 수 있는 인간의 질병을 예방할 수 있다. 제초제는 도로변의 잡초, 나무, 덤불을 제거하는 데 사용될 수 있다. 또한 환경 피해를 유발할 수 있는 침입 잡초를 죽일 수도 있다. 제초제는 일반적으로 연못과 호수에 살포되어 수영이나 낚시와 같은 활동을 방해하고 물의 외관이나 냄새를 불쾌하게 만들 수 있는 조류 (수생 생물) 및 물풀과 같은 식물을 통제한다. 흰개미나 곰팡이와 같은 통제되지 않는 해충은 집과 같은 구조물에 손상을 줄 수 있다. 농약은 식료품점과 식품 저장 시설에서 곡물과 같은 식품을 감염시키는 설치류와 곤충을 관리하는 데 사용된다. 농약은 잔디밭과 골프장에서 부분적으로 미용상의 이유로 사용된다.
해충을 통제하기 위한 여러 접근 방식의 사용인 종합적 병해충 관리는 널리 퍼지고 있으며 인도네시아, 중화인민공화국, 방글라데시, 미국, 오스트레일리아, 멕시코와 같은 국가에서 성공적으로 사용되었다. IPM은 행동이 생태계에 미치는 광범위한 영향을 인식하여 자연 균형이 깨지지 않도록 노력한다.
농약 사용의 각 용도에는 관련 위험이 따른다. 적절한 농약 사용은 미국 환경보호청(EPA) 및 캐나다의 해충 관리 규제 기관 (PMRA)와 같은 농약 규제 기관에서 허용 가능한 수준으로 이러한 관련 위험을 줄인다.
집 벽에 살포된 DDT는 1940년대부터 말라리아 벡터(모기)와 싸우는 데 사용되어 온 유기염소 화합물이다. 세계보건기구는 이 접근 방식을 권장한다. DDT 및 기타 유기염소 농약은 환경에서의 잔류성과 인간 독성으로 인해 전 세계 대부분의 국가에서 금지되었다. DDT는 저항성이 1955년 아프리카에서 처음 확인되었고, 1972년에는 전 세계적으로 19종의 모기가 DDT에 저항성을 보였기 때문에 효과가 감소했다.

## 사용량

지역별 농약 사용량

2021년 농업용 총 농약 사용량은 유효 성분 354만 톤(Mt)으로, 2020년 대비 4% 증가했고, 10년 만에 11% 증가했으며, 1990년 이후 두 배가 되었다. 2021년 경작지 면적당 농약 사용량은 헥타르당 2.26kg으로, 2020년 대비 4% 증가했다. 농업 생산 가치당 사용량은 국제 달러 천 달러당 0.86kg(+2%)이었고, 1인당 사용량은 1인당 0.45kg(+3%)이었다. 1990년에서 2021년 사이에 이러한 지표는 각각 85%, 3%, 33% 증가했다. 브라질은 2021년에 농업용으로 720kt의 농약을 사용하여 세계 최대 농약 사용국이었고, 미국(457kt)이 두 번째로 큰 사용국이었다.
2021년 경작지 면적당 살포량은 브라질 10.9kg/헥타르에서 러시아 연방 0.8kg/ha에 이르기까지 지역별로 큰 차이를 보였다. 브라질의 수준은 아르헨티나(5.6kg/ha)와 인도네시아(5.3kg/ha)의 약 두 배였다. 미국에서의 살충제 사용은 1980년 이후 절반 이상 감소했는데(연 0.6%), 이는 주로 유기 인산염의 거의 완전한 단계적 폐지 때문이다. 옥수수 밭에서는 형질전환 Bt 옥수수로의 전환으로 인해 감소 폭이 훨씬 컸다.

## 이점
농약은 농업 생산량을 증가시키고 비용을 낮춘다. 농약을 사용했을 때 작물에 따라 생산량은 12%에서 27% 사이로 중간 정도 증가한다. 또 다른 연구에서는 농약을 사용하지 않을 경우 작물 수확량이 약 10% 감소하는 것으로 나타났다. 1999년에 수행된 연구에서는 미국에서 농약을 금지할 경우 식품 가격 상승, 실업 증가, 세계 기아 증가로 이어질 수 있다고 밝혔다.
농약 사용에는 두 가지 수준의 이점이 있는데, 1차 이점과 2차 이점이다. 1차 이점은 농약 사용으로 인한 직접적인 이득이며, 2차 이점은 장기적인 효과이다.

### 생물학적 이점
유해 생물과 식물 질병 벡터 통제
- 작물 수확량 향상
- 작물/가축 품질 향상
- 침입종 통제

인간/가축 질병 매개체 및 성가신 생물 통제
- 인명 구호 및 질병 감소. 통제되는 질병에는 말라리아가 포함되며,[40] DDT만으로도 수백만 명의 생명을 구하거나 삶의 질을 향상시켰다.[41]
- 동물 생명 구호 및 질병 감소

다른 인간 활동 및 구조물에 해를 끼치는 생물 통제
- 운전자 시야 확보
- 나무/덤불/잎 위험 방지
- 목재 구조물 보호[40]

### 경제적 이점
2018년 전 세계 농약 판매액은 650억 달러로 추정되었으며, 이 중 88%가 농업에 사용되었다. 2018년 판매액의 85%는 일반 의약품이 차지했다. 한 연구에서는 작물에 농약을 사용하는 데 1달러($1)를 지출하면 곤충, 곰팡이 및 잡초로 인해 손실될 수 있었던 작물에서 최대 4달러($4)의 이익이 발생한다고 추정했다. 일반적으로 농부들은 작물 수확량 증가와 연중 다양한 작물을 재배할 수 있다는 점에서 이익을 얻는다. 농산물 소비자 또한 연중 내내 방대한 양의 농산물을 저렴하게 구매할 수 있다는 점에서 이익을 얻는다.

## 단점
농약 사용의 비용 측면에는 환경에 대한 비용과 인체 건강에 대한 비용이 있을 수 있다. 농약 안전 교육 및 농약 살포자 규제는 대중을 농약 오용으로부터 보호하기 위해 고안되었지만, 모든 오용을 제거하지는 않는다. 농약 사용을 줄이고 독성이 적은 농약을 선택하면 농약 사용으로 인한 사회 및 환경에 대한 위험을 줄일 수 있다.

### 건강 영향

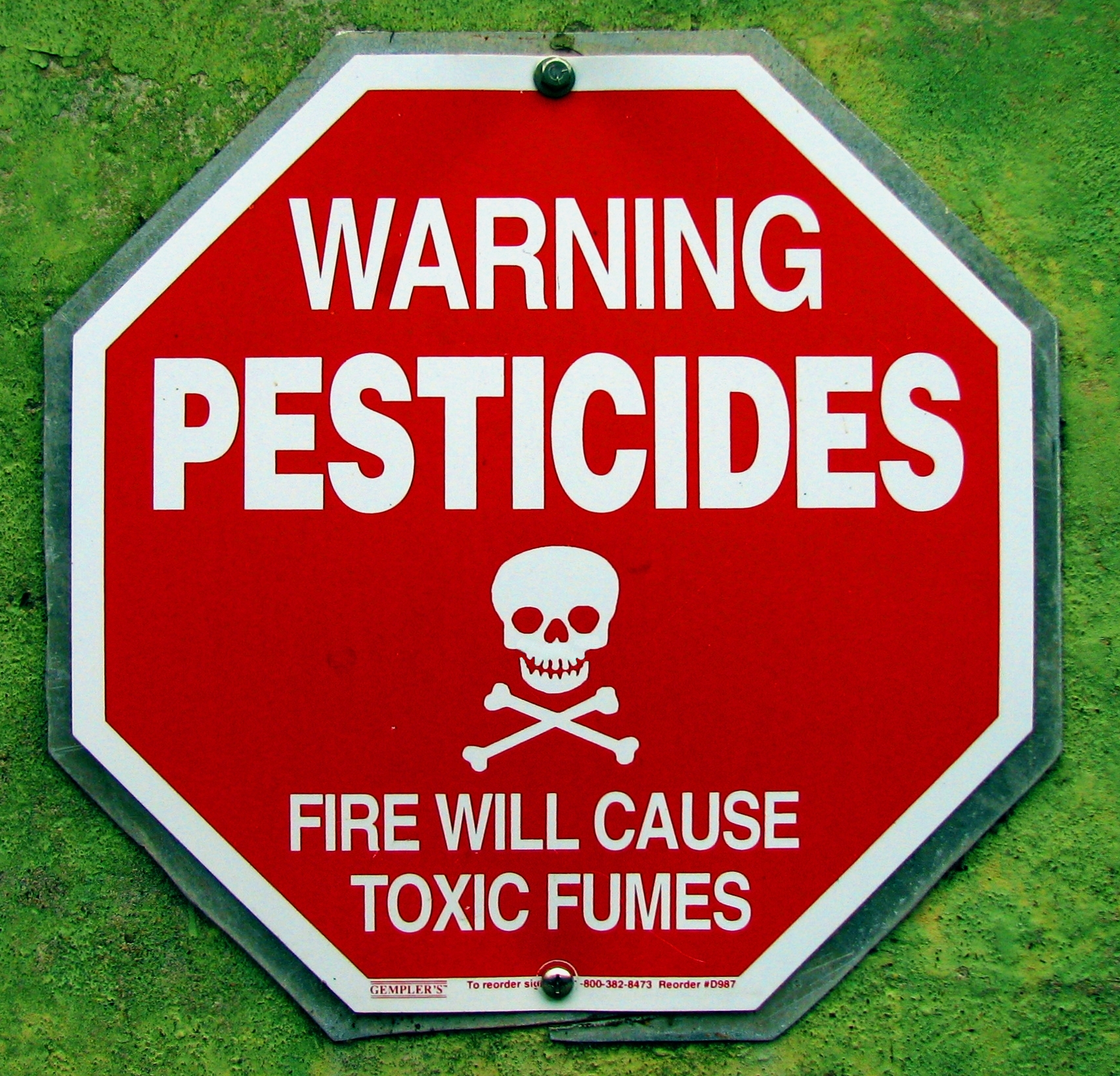
농약 노출 가능성에 대한 경고 표지판

농약과 관련된 대부분의 건강 문제는 직업적 또는 비직업적 환경에서의 직접적인 사용에서 비롯된다. 반대로 과일과 채소의 농약 잔류물로 인한 건강 위험은 미미한 것으로 간주된다.
농약의 직업적 사용은 건강에 부정적인 영향을 미칠 수 있다. 호르몬을 모방하여 생식 문제를 일으키고, 암을 유발하기도 한다. 2007년 체계적 고찰에서는 "비호지킨 림프종 및 백혈병에 대한 대부분의 연구에서 농약 노출과 긍정적인 연관성을 보였다"고 결론지었으며, 따라서 농약의 미용 목적 사용을 줄여야 한다고 결론지었다. 유기인계 살충제 노출과 신경 행동 변화 사이의 연관성에 대한 상당한 증거가 있다. 또한 농약 노출로 인한 신경학적 이상, 선천적 기형, 사산과 같은 다른 부정적인 결과에 대한 제한적인 증거도 존재한다.
2014년 역학 연구에서는 자폐증과 특정 살충제 노출 사이의 연관성을 발견했지만, 이용 가능한 증거가 관계가 인과적이라고 결론짓기에는 불충분하다고 언급했다.
불충분한 규제와 안전 예방 조치로 인해 농약 관련 사망의 99%가 농약 사용량의 25%만을 차지하는 개발도상국에서 발생한다.

#### 음식 섭취로 인한 농약 잔류물 노출
미국 암협회에 따르면 음식에 있는 농약 잔류물이 사람들의 암 발생 위험을 증가시킨다는 증거는 없다. 2009년 연구에서는 과일과 채소를 섭취하여 농약 잔류물에 평생 노출되는 것이 스위스와 미국에서 각각 4.2분과 3.2분의 수명 단축으로 이어진다고 추정했다.

#### 비직업적 농약 사용
농약은 또한 2012년 기준 1억 2,110만 가구 중 8,800만 가구가 어떤 형태의 농약을 사용한다고 밝힌 미국 가구의 대부분에서 발견된다. 2007년 현재 1,055개 이상의 활성 성분이 농약으로 등록되어 있으며, 이는 미국에서 판매되는 20,000개 이상의 농약 제품을 생산한다.
미국 소아과 학회는 어린이의 농약 노출을 제한하고 더 안전한 대안을 사용할 것을 권장한다.
한 연구에 따르면 전 세계 자살의 3분의 1은 농약 자살 중독이 선택 방법이며, 다른 방법 중에서도 인간에게 가장 해로운 농약 유형에 대한 더 많은 제한을 권장했다.

#### 농업 종사자의 농약 사용
세계보건기구와 유엔 환경 계획은 개발도상국에서 매년 3백만 명의 농업 종사자가 심각한 농약 중독을 겪고 있으며, 이로 인해 18,000명의 사망자가 발생한다고 추정한다. 한 연구에 따르면 개발도상국에서는 매년 2천 5백만 명의 근로자가 경미한 농약 중독을 겪을 수 있다고 한다. 농업 종사자 외에 애완동물 미용사, 정원사, 훈증 전문가를 포함한 다른 직업적 노출도 농약으로 인한 건강 위험에 노출될 수 있다.
라틴아메리카에서는 농약 사용이 널리 퍼져 있으며, 매년 약 30억 달러가 이 지역에서 지출된다. 기록에 따르면 지난 20년 동안 농약 중독의 빈도가 증가했다. 가장 흔한 농약 중독 사례는 유기인계 및 카바메이트 살충제 노출로 인한 것으로 생각된다. 가정용 농약 사용, 규제되지 않은 제품 사용, 농업 산업 내 불법 이주 노동자의 역할로 인해 실제 농약 노출을 특성화하는 것이 어렵다. 농약 중독 사례의 50~80%가 보고되지 않는 것으로 추정된다.
농약 중독의 미신고는 농업 종사자들이 급성 중독 발생률을 모니터링하거나 추적할 수 있는 의료 시설에서 치료를 받을 가능성이 적은 지역에서 특히 흔하다. 의도하지 않은 농약 중독의 정도는 이용 가능한 데이터가 시사하는 것보다 훨씬 클 수 있으며, 특히 개발도상국에서는 더욱 그렇다. 전 세계적으로 농업 및 식량 생산은 여전히 가장 큰 산업 중 하나이다. 동아프리카에서는 농업 산업이 경제의 가장 큰 부문 중 하나이며, 인구의 거의 80%가 소득을 농업에 의존한다. 이러한 지역 사회의 농부들은 높은 작물 수확량을 유지하기 위해 농약 제품에 의존한다.
일부 동아프리카 정부는 기업 농업으로 전환하고 있으며, 외국 기업이 상업 농장을 운영할 기회가 생기면서 농약 사용 및 근로자 노출에 대한 연구가 더 활발해졌다. 인구의 상당 부분이 자급자족 소규모 농업에 의존하는 다른 지역에서는 농약 사용 및 노출을 추정하기가 더 어렵다.

#### 농약 중독

콜린성 시냅스와 아세틸콜린에스터레이스에 의한 아세틸콜린의 콜린 및 아세테이트로의 분해

농약은 인간 및 기타 비표적 종에 독성 영향을 미 미칠 수 있으며, 그 심각성은 노출 빈도 및 정도에 따라 달라진다. 독성은 또한 흡수율, 체내 분포, 대사, 그리고 화합물이 체내에서 제거되는 속도에 따라 달라진다. 일반적으로 사용되는 농약인 유기인계 및 카바메이트는 아세틸콜린에스터레이스 활성을 억제하여 신경 시냅스에서 아세틸콜린의 분해를 방지한다. 과도한 아세틸콜린은 근육 경련 또는 떨림, 혼란, 현기증 및 메스꺼움과 같은 증상을 유발할 수 있다. 에티오피아, 케냐, 짐바브웨의 농장 근로자를 대상으로 한 연구에 따르면, 신경계 전반의 시냅스에 작용하는 아세틸콜린을 분해하는 효소인 혈장 아세틸콜린에스터라제 농도가 감소했다. 에티오피아의 다른 연구에서는 농약으로 작물을 살포하는 농장 노동자들 사이에서 호흡 기능 감소가 관찰되었다. 농장 노동자의 여러 노출 경로로 인해 농약 중독 위험이 증가하며, 여기에는 밭을 걷고 제품을 살포하는 동안의 피부 흡수뿐만 아니라 흡입 노출도 포함된다.

#### 농약 노출 측정
개인의 농약 노출을 측정하는 여러 가지 접근 방식이 있으며, 각 방식은 개인의 내부 투여량에 대한 추정치를 제공한다. 두 가지 광범위한 접근 방식에는 바이오마커 및 생물학적 효과의 마커 측정이 포함된다. 전자는 소변, 혈액, 혈청 등 다양한 유형의 매체에서 모 화합물 또는 그 대사 산물을 직접 측정하는 것을 포함한다. 바이오마커는 대사 중 생물 변환되기 전 체내 화합물의 직접 측정을 포함할 수 있다. 다른 적절한 바이오마커는 대사 중 생물 변환된 후 모 화합물의 대사 산물을 포함할 수 있다. 독성 동태학 데이터는 화합물이 얼마나 빨리 대사되고 체내에서 제거되는지에 대한 더 자세한 정보를 제공하고 노출 시기에 대한 통찰력을 제공할 수 있다.
생물학적 효과 표지자는 작용 방식과 관련된 세포 활동을 기반으로 노출을 추정한다. 예를 들어, 농약 노출을 조사하는 많은 연구는 유기인계 및 카바메이트 농약의 억제 효과의 크기를 결정하기 위해 신경 시냅스에서 아세틸콜린에스터라제 효소의 정량을 포함한다.
노출을 정량화하는 또 다른 방법은 분자 수준에서 작용 부위와 상호 작용하는 농약의 양을 측정하는 것이다. 이러한 방법은 작용 방식이 더 잘 이해되는 직업적 노출에 더 일반적으로 사용되며, "작업장에서의 화학 물질 노출에 대한 생물학적 모니터링: 지침"에 발표된 WHO 지침에 설명되어 있다. 농약이 어떻게 독성 영향을 미치는지에 대한 더 나은 이해가 이 노출 평가 방법을 농업 노동자의 직업적 노출에 적용하기 전에 필요하다.
노출을 평가하는 다른 방법에는 참가자들이 농약 중독과 관련된 증상을 겪고 있는지 여부를 파악하기 위한 설문지가 포함된다. 자가 보고 증상에는 두통, 현기증, 메스꺼움, 관절통 또는 호흡기 증상이 포함될 수 있다.

##### 농약 노출 평가의 과제
일반 인구의 농약 노출을 평가하는 데에는 여러 가지 어려움이 있으며, 농업 종사자의 직업적 노출에만 국한된 다른 많은 어려움이 있다. 농장 종사자 외에도 가족 및 어린이에게 노출되는 것을 추정하는 것은 추가적인 어려움을 야기하며, 부모 농장 종사자의 의류 또는 장비에 수집된 농약 잔류물이 부지불식간에 집으로 유입되어 "가정으로 가져가는" 노출을 통해 발생할 수 있다. 어린이들은 또한 임신 중 농약에 노출된 어머니로부터 태아기에 농약에 노출될 수 있다. 공기 중 살포 및 농약 살포로 인한 표류로 인한 어린이 노출을 특성화하는 것도 마찬가지로 어렵지만, 개발도상국에서는 잘 문서화되어 있다. 태아 및 신생아의 중요한 발달기 때문에 이러한 비노동 인구는 농약의 영향에 더 취약하며, 신경인지 효과 및 발달 장애 위험이 증가할 수 있다.
바이오마커 또는 생물학적 효과 표지자를 측정하면 노출에 대한 더 정확한 추정치를 제공할 수 있지만, 현장에서 이러한 데이터를 수집하는 것은 종종 비실용적이며 많은 방법은 저농도를 감지할 만큼 충분히 민감하지 않다. 현장에서 혈액 샘플을 채취하기 위한 신속 콜린에스터라제 테스트 키트가 존재한다. 개발도상국의 원격 지역에서 농업 종사자에 대한 대규모 평가를 수행하는 것은 이러한 키트의 구현에 어려움을 준다. 콜린에스터라제 분석은 개별 노출 및 급성 독성을 평가하는 유용한 임상 도구이다. 개별 간의 기준 효소 활성에서 상당한 변동성이 존재하여 콜린에스터라제 활성 현장 측정값을 노출과 관련된 건강 위험을 결정하기 위한 기준량과 비교하기 어렵게 만든다. 기준량을 도출하는 또 다른 과제는 노출과 관련된 건강 결과 지점을 식별하는 것이다. 특히 직업적으로 노출되는 인구 집단에서 중요한 건강 결과 지점을 식별하기 위한 더 많은 역학 연구가 필요하다.

#### 예방
농약에 대한 유해 노출을 최소화하는 것은 적절한 개인 보호 장비 사용, 최근 살포된 지역으로의 충분한 재진입 시간, 그리고 FIFRA 규정에 따른 유해 물질에 대한 효과적인 제품 라벨링을 통해 달성할 수 있다. 농업 종사자를 포함한 고위험군에게 농약의 적절한 사용 및 보관에 대한 교육을 제공하는 것은 급성 농약 중독 발생률과 노출과 관련된 잠재적 만성 건강 영향을 줄일 수 있다. 농약의 인체 독성 건강 영향에 대한 지속적인 연구는 모든 인구를 건강하게 보호하는 관련 정책 및 시행 가능한 표준의 기초가 된다.

### 환경 영향
농약 사용은 여러 환경 문제를 야기한다. 살포된 살충제의 98% 이상과 제초제의 95%가 비표적 종, 공기, 물, 토양을 포함하여 표적 종 이외의 다른 목적지에 도달한다. 농약 표류는 공기 중 부유 입자 상태의 농약이 바람에 의해 다른 지역으로 이동하여 잠재적으로 오염을 유발할 때 발생한다. 농약은 수질 오염의 원인 중 하나이며, 일부 농약은 잔류성 유기 오염 물질(현재는 금지됨)이어서 토양 및 꽃(꽃가루, 꿀) 오염에 기여한다. 더욱이 농약 사용은 해충 자체가 표류하여 농약이 사용되지 않은 인근 작물에 해를 끼치기 때문에 인근 농업 활동에 부정적인 영향을 미칠 수 있다.
또한 농약 사용은 하천의 무척추동물 생물 다양성을 감소시키고, 꽃가루 매개자 감소에 기여하며, 서식지(특히 새의 경우)를 파괴하고, 멸종위기종을 위협한다. 해충은 농약에 대한 저항성(농약 저항성)을 개발할 수 있으며, 이로 인해 새로운 농약이 필요해진다. 또는 저항성을 상쇄하기 위해 더 많은 양의 농약을 사용할 수 있지만, 이는 주변 오염 문제를 악화시킬 것이다.
잔류성 유기 오염 물질에 관한 스톡홀름 협약은 모든 잔류성 농약을 금지했다. 특히 DDT 및 기타 유기염소 농약은 안정적이고 친유성이어서 체내에 생물 축적될 수 있었고 먹이 사슬에도 축적될 수 있었으며, 전 지구로 확산되었다. 잔류성 농약은 더 이상 농업에 사용되지 않으며, 당국의 승인을 받지 못할 것이다. 토양에서의 반감기가 길기 때문에(DDT의 경우 2~15년) 1970년대에 비해 5~10배 낮은 수준으로 인간에게서 잔류물이 여전히 검출될 수 있다.
농약은 이제 환경에서 분해 가능해야 한다. 이러한 농약 분해는 화합물의 본질적인 화학적 특성과 환경 과정 또는 조건에 기인한다. 예를 들어, 화학 구조 내에 할로젠이 존재하면 호기성 환경에서의 분해가 종종 느려진다. 토양에 대한 흡착은 농약의 이동을 지연시킬 수 있지만, 미생물 분해자에게 생물학적 가용능을 감소시킬 수도 있다.
환경 내 농약 오염은 꿀벌류 꽃가루 매개자와 같은 생물 지표를 통해 모니터링할 수 있다.

### 경제학
| 피해                    | 연간 미국 비용 |
| ----------------------- | -------------- |
| 공중 보건               | 11억 달러      |
| 해충의 농약 저항성      | 15억 달러      |
| 농약으로 인한 작물 손실 | 14억 달러      |
| 농약으로 인한 새 손실   | 22억 달러      |
| 지하수 오염             | 20억 달러      |
| 기타 비용               | 14억 달러      |
| 총 비용                 | 96억 달러      |

한 연구에 따르면 미국에서 농약으로 인한 인간 건강 및 환경 비용은 96억 달러로 추정되었으며, 이는 약 400억 달러의 농업 생산 증가로 상쇄되었다.
추가 비용에는 등록 절차와 농약 구매 비용이 포함되며, 이는 각각 농화학 회사와 농부들이 일반적으로 부담한다. 등록 절차는 완료하는 데 수년이 걸릴 수 있으며(70가지 유형의 현장 시험이 있음), 단일 농약에 대해 5천만~7천만 달러가 들 수 있다. 21세기 초, 미국은 매년 약 100억 달러를 농약에 지출했다.

## 저항성
농약 사용은 본질적으로 저항성 발달의 위험을 수반한다. 다양한 농약 살포 기술 및 절차는 저항성 발달을 늦출 수 있으며, 표적 개체군 및 주변 환경의 일부 자연적 특성도 그러하다.

## 대안
농약에 대한 대안이 있으며, 여기에는 재배 방법, 생물적 방제(예: 페로몬 및 미생물 농약) 사용, 유전공학(주로 작물) 및 곤충 번식을 방해하는 방법이 포함된다. 퇴비화된 마당 폐기물을 적용하는 것도 해충을 통제하는 방법으로 사용되었다.
이러한 방법은 점점 더 인기를 얻고 있으며 종종 전통적인 화학 농약보다 안전하다. 또한 EPA는 위험이 감소된 농약을 점점 더 많이 등록하고 있다.

### 경작 방법
경작 방법에는 복작(다양한 종류의 식물 재배), 윤작, 해충이 살지 않는 지역에 작물 심기, 해충 문제가 가장 적은 시기에 따라 파종 시기 조절, 실제 작물에서 해충을 유인하는 유인 작물 사용 등이 포함된다. 유인 작물은 일부 상업적 농업 시스템에서 농약 사용량을 줄이면서 해충을 성공적으로 통제했다. 다른 시스템에서는 통제된 실험에서 유인 작물이 효과가 있었음에도 불구하고 상업적 규모로 해충 밀도를 줄이는 데 실패할 수 있다.

### 다른 생물 이용
해충과 싸우는 다른 생물을 방출하는 것도 농약 사용에 대한 대안의 또 다른 예이다. 이러한 생물에는 해충의 자연적인 포식자 또는 기생생물이 포함될 수 있다. 해충 종에 질병을 일으키는 곤충병원성 진균, 세균 및 바이러스를 기반으로 한 생물농약도 사용될 수 있다.

### 생물학적 제어 공학
곤충의 번식을 방해하는 것은 목표 종의 수컷을 불임화시키고 방출하여 암컷과 짝짓기를 하지만 자손을 생산하지 못하게 함으로써 이루어질 수 있다. 이 기술은 1958년 스크루웜 파리에 처음 사용되었으며 이후 지중해과실파리, 체체파리, 그리고 집시 나방에 사용되었다. 이는 비용이 많이 들고 느린 접근 방식이며 일부 유형의 곤충에만 효과가 있다.

### 기타 대안
다른 대안으로는 "레이저 제초"—레이저를 이용한 잡초 제거를 위한 새로운 농업용 로봇 사용이 있다.

### 푸시 풀 전략
푸시-풀 기술: 해충을 격퇴하는 "푸시" 작물과, 해충을 유인하고 가두는 "풀" 작물을 경계에 심는 사이짓기이다.

### 효과
일부 증거는 농약의 대안이 화학 물질 사용만큼 효과적일 수 있음을 보여준다. 플로리다 북부의 옥수수 밭에 대한 연구에서는 탄소 대 질소 비율이 높은 퇴비화된 마당 폐기물을 농지에 적용하는 것이 식물 기생 선형동물 개체군을 줄이고 작물 수확량을 늘리는 데 매우 효과적이었으며, 수확량 증가는 10%에서 212%에 이르렀다. 관찰된 효과는 장기적이었으며, 종종 연구 세 번째 시즌이 되어서야 나타났다. 추가적인 규소 영양은 일부 원예 식물을 곰팡이 질병으로부터 거의 완전히 보호하며, 규소가 부족하면 살균제를 사용하더라도 심각한 감염으로 이어질 수 있다.
농약 저항성이 증가하고 있으며, 이는 대안을 더욱 매력적으로 만들 수 있다.

## 종류

### 생물농약
생물농약은 동물, 식물, 세균 및 특정 광물과 같은 천연 물질에서 파생된 특정 유형의 농약이다. 예를 들어, 카놀라유와 베이킹 소다는 농약 용도로 사용되며 생물농약으로 간주된다. 생물농약은 크게 세 가지 주요 종류로 나뉜다.
- 미생물 농약은 세균, 곤충병원성 진균 또는 바이러스(때로는 세균이나 곰팡이가 생산하는 대사산물도 포함)로 구성된다. 곤충병원성 선형동물은 다세포 생물이지만 종종 미생물 농약으로 분류된다.[100][101]
- 생화학 농약 또는 허브 농약[102]은 해충 및 미생물 질병을 통제(페로몬의 경우 모니터링)하는 자연 발생 물질이다.
- 식물 삽입 보호제(PIPs)는 다른 종의 유전 물질이 그들의 유전 물질에 통합된 것(즉, 유전자 변형 작물)이다. 이들의 사용은 특히 많은 유럽 국가에서 논란의 여지가 있다.[103]

### 해충 유형별
해충 유형과 관련된 농약은 다음과 같다.
| 유형                        | 작용                                                                                          |
| --------------------------- | --------------------------------------------------------------------------------------------- |
| 살조제                      | 호수, 운하, 수영장, 물탱크 및 기타 장소의 조류 통제                                           |
| 살조제                      | 새를 죽인다                                                                                   |
| 방오제                      | 보트 바닥과 같은 수중 표면에 부착되는 생물을 죽이거나 퇴치한다.                               |
| 항균제                      | 미생물(세균 및 바이러스 등)을 죽인다.                                                         |
| 유인제                      | 해충을 유인한다(예: 곤충이나 설치류를 덫으로 유인).                                           |
| 살균제                      | 세균을 죽인다.                                                                                |
| 생물농약                    | 동물, 식물, 세균 및 특정 광물과 같은 천연 물질에서 파생된 특정 유형의 농약                    |
| 살생제                      | 미생물을 죽인다.                                                                              |
| 고엽제                      | 식물의 잎이나 엽면을 떨어뜨려 수확을 용이하게 한다.                                           |
| 건조제                      | 원치 않는 식물 상단부와 같은 살아있는 조직의 건조를 촉진한다.                                 |
| 소독제 및 살균제            | 무생물에 있는 질병을 유발하는 미생물을 죽이거나 불활성화시킨다.                               |
| 살진균제                    | 곰팡이(잎마름병, 흰가루병, 곰팡이, 녹병 포함)를 죽인다.                                       |
| 훈증제                      | 건물이나 토양의 해충을 박멸하기 위한 기체 또는 증기를 생성한다.                               |
| 유전자 드라이브             | 대상 종의 유전 물질에 내장된 유전적 메커니즘으로, 후손의 생식 능력을 죽이거나 억제할 수 있다. |
| 제초제                      | 원치 않는 곳에서 자라는 잡초 및 기타 식물을 죽인다.                                           |
| 곤충 성장 조절제            | 곤충의 탈피, 번데기 단계에서 성충으로의 성장 또는 기타 생활 과정을 방해한다.                  |
| 살충제                      | 곤충 및 기타 절지동물을 죽인다.                                                               |
| 칠성장어 제거제             | 칠성장어를 죽인다.                                                                            |
| 응애 제거제 또는 살진드기제 | 식물과 동물을 먹는 진드기를 죽인다.                                                           |
| 미생물 농약                 | 곤충 또는 다른 미생물을 포함하여 해충을 죽이거나 억제하거나 경쟁하여 제거하는 미생물          |
| 살연체동물제                | 달팽이와 민달팽이를 죽인다.                                                                   |
| 살선충제                    | 선충(식물 뿌리를 먹는 미세한 벌레 모양의 생물)을 죽인다.                                      |
| 살란제                      | 곤충과 진드기의 알을 죽인다.                                                                  |
| 페로몬                      | 곤충의 짝짓기 행동을 방해하는 데 사용되는 생화학 물질                                         |
| 살어제                      | 물고기를 죽인다.                                                                              |
| 식물 성장 조절제            | 식물의 예상 성장, 개화 또는 번식 속도를 변경한다(비료는 포함하지 않음).                       |
| 식물 삽입 보호제            | 식물에 추가된 유전 물질로부터 식물이 생산하는 물질.                                           |
| 기피제                      | 곤충(모기 등) 및 새를 포함한 해충을 퇴치한다.                                                 |
| 쥐약                        | 쥐 및 기타 설치류를 통제한다.                                                                 |
| 살점균류제                  | 조류 (수생 생물), 세균, 균계, 및 점균류와 같은 점액 생산 미생물을 죽인다.                     |
| 토양 살균제                 | 모든 식물과 동물의 성장을 일시적 또는 영구적으로 방지한다.                                    |
| 살바이러스제                | 바이러스를 죽인다.                                                                            |
| 목재 방부제                 | 목재를 곤충, 곰팡이 및 기타 해충에 저항하게 만드는 데 사용된다.                               |

## 규제

### 국제
많은 국가에서 농약은 정부 기관의 판매 및 사용 승인을 받아야 한다.
전 세계적으로 85%의 국가가 농약의 적절한 보관을 위한 농약 법규를 가지고 있으며, 51%는 모든 노후 농약의 적절한 처분을 보장하는 조항을 포함한다.
농약 규제는 국가마다 다르지만, 농약 및 그 농약이 사용된 제품은 국경을 넘어 거래된다. 국가 간 규제 불일치를 해결하기 위해 유엔 유엔식량농업기구 회의 대표단은 1985년 농약의 유통 및 사용에 관한 국제 행동 강령을 채택하여 여러 국가의 농약 규제에 대한 자발적인 표준을 만들었다. 이 강령은 1998년과 2002년에 업데이트되었다. FAO는 이 강령이 농약 위험에 대한 인식을 높이고 농약 사용 제한이 없는 국가의 수를 줄였다고 주장한다.
국제 농약 무역 규제를 개선하기 위한 세 가지 다른 노력은 국제 무역 화학 물질 정보 교환에 관한 유엔 런던 지침과 유엔 코덱스 알리멘타리우스 위원회이다. 전자는 농약을 사고파는 국가 간에 사전 정보에 입각한 동의가 존재하도록 절차를 구현하는 것을 목표로 하며, 후자는 참여 국가 간에 농약 잔류물 최대 수준에 대한 균일한 표준을 만드는 것을 목표로 한다.

### 미국

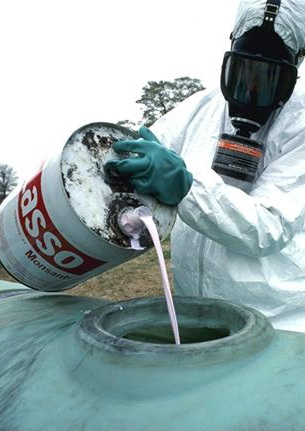
미국에서 유해 제초제 살포 준비

미국에서는 미국 환경보호청(EPA)이 연방 살충제, 살진균제, 살서제법(FIFRA) 및 식품 품질 보호법(FQPA)에 따라 농약을 규제하는 책임을 맡고 있다.
물질이 안전하게 사용될 수 있는 조건과 의도한 해충에 대한 효과를 확립하기 위해 연구가 수행되어야 한다. EPA는 농약이 인간이나 환경에 해로운 영향을 미치지 않도록 규제하며, 어린이의 건강과 안전에 중점을 둔다. 1984년 11월 이전에 생산된 농약은 현재의 과학 및 규제 표준을 충족하기 위해 계속 재평가되고 있다. 모든 등록된 농약은 적절한 표준을 충족하는지 확인하기 위해 15년마다 검토된다. 등록 과정에서 라벨이 생성된다. 라벨에는 안전 제한 사항 외에도 물질의 적절한 사용 지침이 포함되어 있다. 급성 독성을 기준으로 농약은 독성 등급에 할당된다. 농약은 미국에서 의약품 다음으로 가장 철저하게 테스트되는 화학 물질이다. 식품에 사용되는 농약은 잠재적 영향을 파악하기 위해 100개 이상의 테스트가 필요하다.
일부 농약은 일반 대중에게 판매하기에는 너무 위험하다고 간주되어 제한 사용 농약으로 지정된다. 시험을 통과한 인증된 살포자만이 제한 사용 농약을 구매하거나 살포를 감독할 수 있다. 판매 및 사용 기록은 유지되어야 하며, 농약 규제 집행을 담당하는 정부 기관에 의해 감사될 수 있다. 이 기록은 직원과 주 또는 준주 환경 규제 기관에 제공되어야 한다.
EPA 외에 미국 농무부(USDA)와 미국 식품의약국(FDA)은 농작물에 허용되는 농약 잔류물 수준에 대한 기준을 설정한다. EPA는 농약 사용과 관련된 잠재적인 인간 건강 및 환경 영향을 조사한다.
또한 미국 EPA는 국립연구회의의 인간 건강 위험 평가 4단계 프로세스를 사용한다: (1) 유해성 확인, (2) 용량-반응 평가, (3) 노출 평가, (4) 위험 특성.
2013년 카우아이 카운티(하와이)는 농약 및 GMO와 관련된 카운티 법규 제22장에 조항을 추가하는 법안 제2491호를 통과시켰다. 이 법안은 많은 대형 농약 회사가 제품을 시험하는 카우아이 지역 사회의 보호를 강화한다.
농약을 규제하는 연방 권한을 제공하는 최초의 법안은 1910년에 제정되었다.

### EU
EU 법규는 발암성, 돌연변이원성 또는 생식 독성, 내분비 교란성, 잔류성, 생물 축적성 및 독성(PBT) 또는 매우 잔류성이 강하고 매우 생물 축적성인(vPvB) 농약을 포함한 고독성 농약의 사용을 금지하는 것을 승인했으며, 모든 EU 회원국 전반에 걸쳐 농약의 일반적인 안전성을 개선하기 위한 조치도 승인되었다.
2023년 유럽의회 환경 위원회는 2030년까지 농약 사용량을 50%(가장 위험한 농약은 65%) 줄이고 농약의 지속 가능한 사용(예: 최후의 수단으로만 사용)을 보장하는 것을 목표로 하는 결정을 승인했다. 이 결정에는 농부들에게 대안을 제공하는 조치도 포함된다.

## 잔류물
농약 잔류물은 식용 작물에 살포된 후 식품에 남아 있을 수 있는 농약을 의미한다. 식품의 농약 최대 잔류 허용량(MRL)은 건강에 영향을 미치지 않도록 규제 당국이 신중하게 설정한다. 수확 전 간격과 같은 규정은 또한 잔류물 농도가 수확 전 안전 수준으로 감소하도록 하기 위해 최근 처리된 작물 또는 가축 제품의 수확을 종종 방지한다. 일반 대중의 이러한 잔류물 노출은 주로 처리된 식품 공급원을 섭취하거나 농장이나 잔디밭과 같이 농약이 처리된 지역과 밀접하게 접촉함으로써 발생한다.
잔류성 농약은 더 이상 농업에 사용되지 않으며, 당국의 승인을 받지 않을 것이다. 토양에서의 반감기가 길기 때문에(DDT의 경우 2~15년) 1970년대에 비해 5~10배 낮은 수준으로 인간에게서 잔류물이 여전히 검출될 수 있다.
잔류물은 당국에 의해 모니터링된다. 2016년에는 미국 농산물 샘플의 99% 이상에서 농약 잔류물이 검출되지 않거나, 각 농약에 대한 EPA 허용 수준보다 훨씬 낮은 잔류 수준을 보였다.

## 같이 보기
- 농약 문서 색인
- 환경 위험
- 해충구제
- 농약 잔류물
- 농약 표준값
- WHO 농약 평가 제도

### 참고 문헌
- Davis, Frederick Rowe. "Pesticides and the perils of synecdoche in the history of science and environmental history." History of Science 57.4 (2019): 469–492.
- Davis, Frederick Rowe. Banned: a history of pesticides and the science of toxicology (Yale UP, 2014).
- Matthews, Graham A. A history of pesticides (CABI, 2018).
- S.Safe; H.Plugge; J.F.S.Crocker (1977). 《Analysis of an aromatic solvent used in a forest spray program》. 《Chemosphere》 6. 641–651쪽. Bibcode:1977Chmsp...6..641S. doi:10.1016/0045-6535(77)90075-3.